# Chenebier
Chenebier és un municipi francès situat al departament de l'Alt Saona i a la regió de Borgonya - Franc Comtat. L'any 2007 tenia 687 habitants.

## Demografia

### Població
El 2007 la població de fet de Chenebier era de 687 persones. Hi havia 256 famílies, de les quals 48 eren unipersonals (16 homes vivint sols i 32 dones vivint soles), 80 parelles sense fills, 108 parelles amb fills i 20 famílies monoparentals amb fills.
La població ha evolucionat segons el següent gràfic:
Habitants censats

### Habitatges
El 2007 hi havia 277 habitatges, 257 eren l'habitatge principal de la família, 8 eren segones residències i 12 estaven desocupats. 259 eren cases i 17 eren apartaments. Dels 257 habitatges principals, 231 estaven ocupats pels seus propietaris, 23 estaven llogats i ocupats pels llogaters i 3 estaven cedits a títol gratuït; 1 tenia una cambra, 6 en tenien dues, 34 en tenien tres, 47 en tenien quatre i 168 en tenien cinc o més. 221 habitatges disposaven pel capbaix d'una plaça de pàrquing. A 91 habitatges hi havia un automòbil i a 154 n'hi havia dos o més.

### Piràmide de població
La piràmide de població per edats i sexe el 2009 era:
| Homes | Edats   | Dones |
| ----- | ------- | ----- |
| 0     | 95 o +  | 0     |
| 0     | 90 a 94 | 0     |
| 0     | 85 a 89 | 0     |
| 0     | 80 a 84 | 12    |
| 8     | 75 a 79 | 4     |
| 16    | 70 a 74 | 20    |
| 8     | 65 a 69 | 8     |
| 12    | 60 a 64 | 12    |
| 20    | 55 a 59 | 4     |
| 32    | 50 a 54 | 24    |
| 28    | 45 a 49 | 36    |
| 48    | 40 a 44 | 36    |
| 24    | 35 a 39 | 32    |
| 44    | 30 a 34 | 32    |
| 16    | 25 a 29 | 8     |
| 16    | 20 a 24 | 16    |
| 32    | 15 a 19 | 20    |
| 44    | 10 a 14 | 28    |
| 24    | 5 a 9   | 20    |
| 24    | 0 a 4   | 16    |

## Economia
El 2007 la població en edat de treballar era de 469 persones, 340 eren actives i 129 eren inactives. De les 340 persones actives 318 estaven ocupades (178 homes i 140 dones) i 22 estaven aturades (10 homes i 12 dones). De les 129 persones inactives 44 estaven jubilades, 48 estaven estudiant i 37 estaven classificades com a «altres inactius».

### Ingressos
El 2009 a Chenebier hi havia 259 unitats fiscals que integraven 719 persones, la mediana anual d'ingressos fiscals per persona era de 19.913 €.

### Activitats econòmiques
Dels 12 establiments que hi havia el 2007, 1 era d'una empresa extractiva, 1 d'una empresa de fabricació d'altres productes industrials, 6 d'empreses de construcció i 4 d'empreses de comerç i reparació d'automòbils.
Dels 8 establiments de servei als particulars que hi havia el 2009, 1 era un taller de reparació d'automòbils i de material agrícola, 1 paleta, 1 fusteria, 2 lampisteries, 1 electricista, 1 empresa de construcció i 1 agència immobiliària.
L'any 2000 a Chenebier hi havia 6 explotacions agrícoles.

## Equipaments sanitaris i escolars
El 2009 hi havia una escola elemental.

## Poblacions més properes
El següent diagrama mostra les poblacions més properes.